# Глибочецька сільська рада
Глибо́чецька сільська́ ра́да — колишня адміністративно-територіальна одиниця та орган місцевого самоврядування в Чортківському районі Тернопільської області. Адміністративний центр — с. Глибочок.

## Загальні відомості
- Територія ради: 2,298 км²
- Населення ради: 1 621 особа (станом на 2001 рік)

До 19 липня 2020 р. належала до Борщівського району.
20 листопада 2020 р. увійшла до складу Борщівської міської ради.

## Населені пункти
Сільській раді були підпорядковані населені пункти:
- с. Глибочок

## Населення
Згідно з переписом УРСР 1989 року чисельність наявного населення сільської ради становила 3152 особи, з яких 1463 чоловіки та 1689 жінок.
За переписом населення України 2001 року в сільській раді мешкало 1599 осіб.

### Мова
Розподіл населення за рідною мовою за даними перепису 2001 року:
| Мова       | Відсоток |
| ---------- | -------- |
| українська | 99,51 %  |
| російська  | 0,37 %   |
| польська   | 0,06 %   |

## Склад ради
Рада складалася з 16 депутатів та голови.
- Голова ради:
- Секретар ради: Молчанова Марія Йосипівна

### Керівний склад попередніх скликань
| Прізвище, ім'я, по батькові   | Основні відомості                                    | Дата обрання | Дата звільнення |
| ----------------------------- | ---------------------------------------------------- | ------------ | --------------- |
| Татарин Володимир Ярославович | Сільський голова, 1970 року народження, безпартійний | 26.03.2006   | 31.10.2010      |

Примітка: таблиця складена за даними сайту Верховної Ради України

### Депутати
За результатами місцевих виборів 2010 року депутатами ради стали:

#### За суб'єктами висування
| Суб'єкт висування | Кількість обраних депутатів | %   |
| ----------------- | --------------------------- | --- |
| Самовисування     | 16                          | 100 |

#### За округами
| № округу | Прізвище, ім'я, по батькові     | Дата визнання обраним | Освіта  | Партійна приналежність | Відомості про обраного депутата                              |
| -------- | ------------------------------- | --------------------- | ------- | ---------------------- | ------------------------------------------------------------ |
| 1        | Кузьмар Михайло Павлович        | 02.11.2010            | середня | позапартійний          | ФОП Гладиборода М., майстер                                  |
| 2        | Яремко Ольга Іванівна           | 02.11.2010            | середня | позапартійна           | Глибочецьке відділення зв'язку, начальник відділення         |
| 3        | Мисевич Людмила Михайлівна      | 02.11.2010            | вища    | позапартійна           | Глибочецька загальноосвітня школа І-ІІІ ст., вчитель         |
| 4        | Томковид Володимир Васильович   | 02.11.2010            | середня | позапартійний          | тимчасово не працює                                          |
| 5        | Кульчицька Марія Дмитрівна      | 02.11.2010            | середня | позапартійна           | тимчасово не працює                                          |
| 6        | Сенижук Іванна Антонівна        | 02.11.2010            | вища    | позапартійна           | Глибочецька сільська рада, бухгалтер                         |
| 7        | Сакундяк Володимир Іванович     | 02.11.2010            | середня | позапартійний          | тимчасово не працює                                          |
| 8        | Плевачук Петро Володимирович    | 02.11.2010            | середня | позапартійний          | Чортківський ДМК, студент                                    |
| 9        | Волинська Ганна Антонівна       | 02.11.2010            | середня | позапартійна           | Глибочецька сільська рада, землевпорядник                    |
| 10       | Королівський Богдан Ярославович | 02.11.2010            | середня | позапартійний          | Глибочецький БК, художній керівник                           |
| 11       | Молчанова Марія Йосипівна       | 02.11.2010            | середня | позапартійна           | Глибочецька сільська рада, секретар                          |
| 12       | Заневич Володимир Володимирович | 02.11.2010            | середня | позапартійний          | Борщівський АТК, студент                                     |
| 13       | Ангелюк Арсен Іванович          | 02.11.2010            | середня | позапартійний          | Борщівський АТК, студент                                     |
| 14       | Крупа Ольга Михайлівна          | 02.11.2010            | середня | позапартійна           | тимчасово не працює                                          |
| 15       | Косар Богдан Іванович           | 02.11.2010            | вища    | позапартійний          | Глибочецька загальноосвітня школа І-ІІІ ст., заст. директора |
| 16       | Романець Анастасія Михайлівна   | 02.11.2010            | середня | позапартійна           | тимчасово не працює                                          |